# Parabathyscia
Parabathyscia es un género de escarabajos de la familia Leiodidae.

## Especies
Se reconocen las siguientes:
- Parabathyscia andreinii
- Parabathyscia apuana
- Parabathyscia avetonensis
- Parabathyscia brigantii
- Parabathyscia calabra
- Parabathyscia caprai
- Parabathyscia corsica
- Parabathyscia dematteisi
- Parabathyscia doderoi
- Parabathyscia doriae
- Parabathyscia emeryi
- Parabathyscia finitima
- Parabathyscia fiorii
- Parabathyscia genuensis
- Parabathyscia gracilicornis
- Parabathyscia grouvellei
- Parabathyscia latialis
- Parabathyscia ligurica
- Parabathyscia luigionii
- Parabathyscia mancinii
- Parabathyscia meridionalis
- Parabathyscia obruta
- Parabathyscia oodes
- Parabathyscia paganoi
- Parabathyscia peragalloi
- Parabathyscia remyi
- Parabathyscia rugulosa
- Parabathyscia sanfilippoi
- Parabathyscia sbordonii
- Parabathyscia spagnoloi
- Parabathyscia spinolai
- Parabathyscia tigullina
- Parabathyscia viti
- Parabathyscia wollastoni